# Rummikub
Rummikub (chiamato anche Rummy-O, Rummycube o Rummyking) è un gioco da tavolo creato da Ephraim Hertzano, vincitore del prestigioso Spiel des Jahres (trad. dal tedesco,  gioco dell'anno) nel 1980.
Scopo del gioco è quello di rimanere senza tessere in mano, utilizzandole tutte per creare particolari combinazioni che danno diritto a determinati punteggi. Il set di tessere impiegato è molto simile a quelli in uso per altri giochi di combinazione, come il Rummy romeno, il Burako argentino e l'Okey.